# Gilles Lalay Classic
La Gilles Lalay Classic va ser una prova d'enduro que se celebrà anualment del 1992 al 2001 al Llemosí, Occitània. Disputada a finals de febrer, la prova havia estat ideada per Gilles Lalay, que residia a la zona, uns anys abans de morir-se en un accident al Ral·li Dakar el gener del 1992. A la seva època, la Gilles Lalay Classic va ser considerada la prova d'enduro més dura del món.

## Característiques

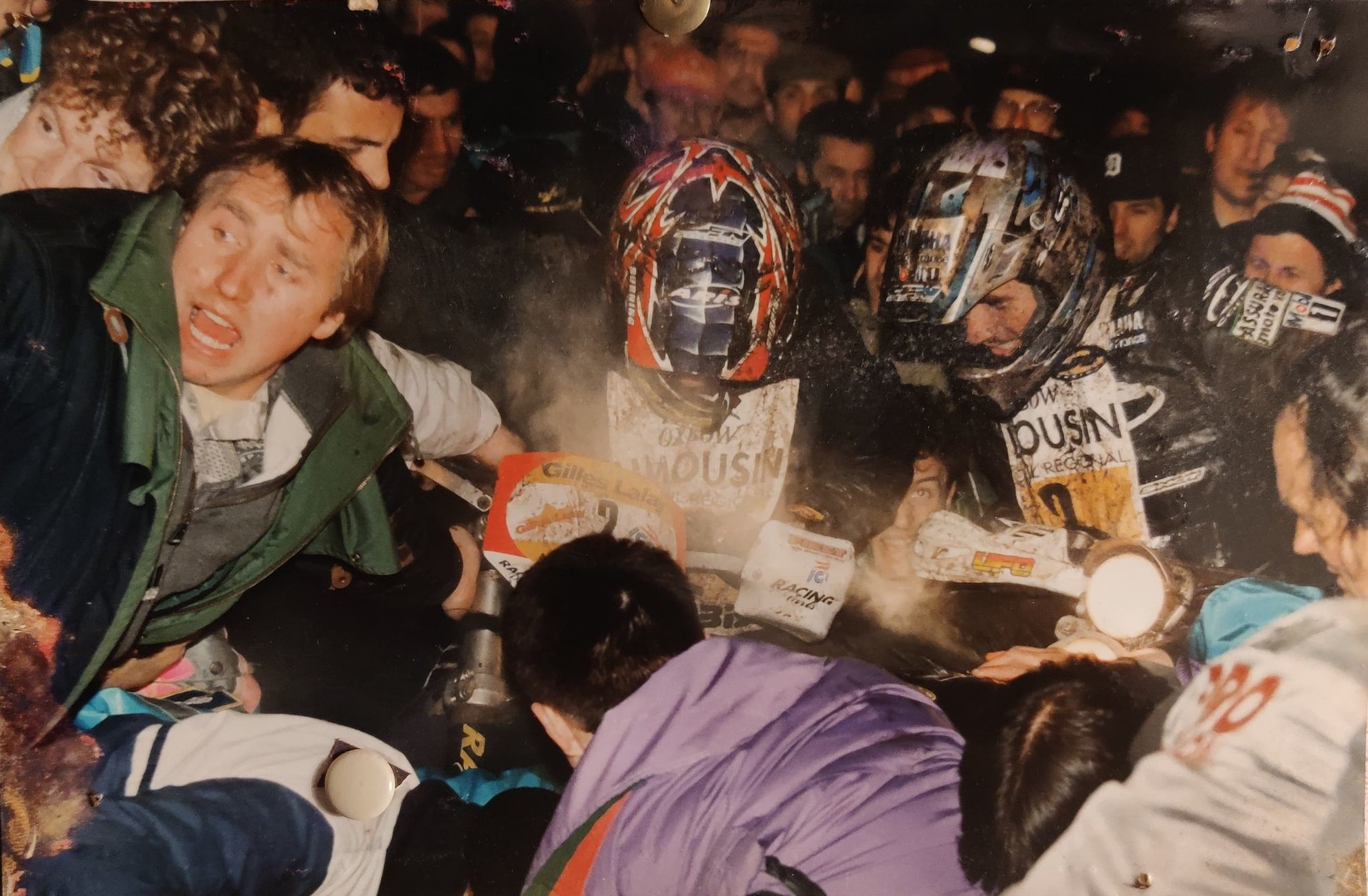
Laurent Charbonnel (esquerra) i Stéphane Peterhansel (dreta), ajudats pel públic a la Côte du Corbeau Mort durant la Gilles Lalay Classic de 1996

L'esdeveniment es desenvolupava en dues fases. Al matí, tots els participants partien per a completar un recorregut de 80 km entre Llemotges i Pairac lo Chasteu dins el qual hi havia quatre trams especials cronometrats (dos de delimitats amb banderoles i dos més en línia). Només els primers cent millors temps globals passaven a la segona fase, a la tarda, en què a un quart de quatre es feia la sortida del bucle final, que recorria l'"infern verd" del Llemosí.
A l'etapa de la tarda, els pilots havien de superar nombrosos pendents, fangars, tarteres i altres obstacles complicats. Podien ser ajudats pel públic, sense el qual certs passatges serien gairebé intransitables fins i tot per als millors competidors. Les motos estaven equipades per a l'ocasió, amb corretges lligades a la forquilla anterior o darrere el selló per tal de permetre als espectadors d'estirar la motocicleta sense danyar-la.
Els competidors tenien fins a la mitjanit per a arribar a la meta, situada al cim de la Côte du Corbeau Mort ("costa del corb mort") al manillar de les seves motos, especialment equipades amb potents focus. Es tracta d'una escalada impossible de completar sense l'ajuda del públic, més encara després d'hores d'esforç. El 1995, només quatre pilots van poder acabar la Gilles Lalay Classic: Cyril Esquirol, el guanyador, Laurent Charbonnel, Stéphane Peterhansel i Arnaldo Nicoli. Cyril Esquirol va trigar set hores i 32 minuts a arribar a Pairac lo Chasteu i a la Côte du Corbeau Mort.

## Història

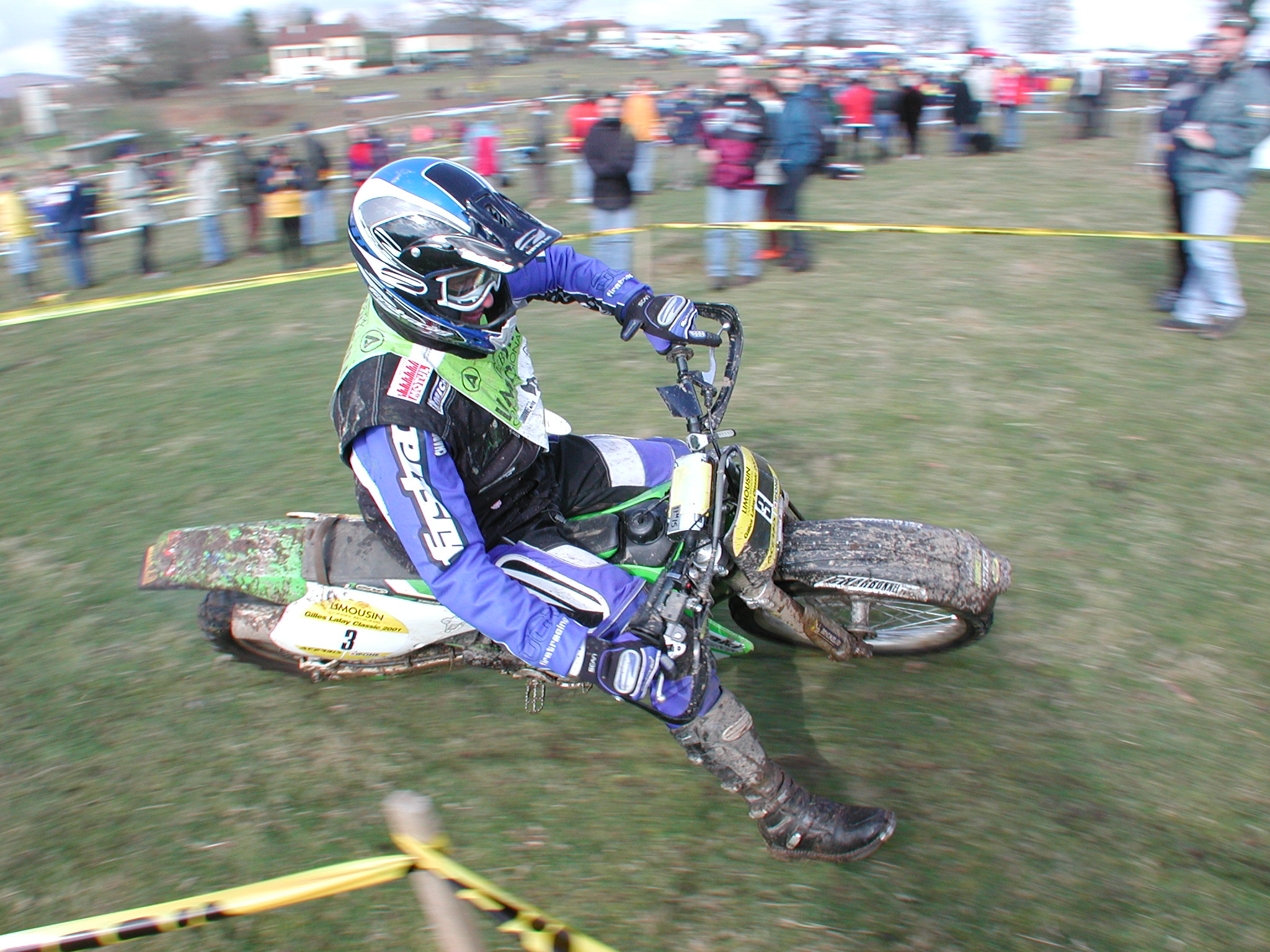
Laurent Charbonnel a l'eliminatòria matinal del 2001

La primera edició de la Gilles Lalay Classic va tenir lloc el març de 1992, poques setmanes després de la mort de Lalay a 29 anys d'edat al Ral·li Dakar. Feia temps que el campió covava la idea de crear al Llemosí, on vivia, la prova d'enduro més dura del món i anomenar-la "Dead Line", a diferència d'altres curses que ell sempre havia considerat més fàcils. «El guanyador serà el darrer a restar damunt la moto», va declarar. Finalment, a causa de la mort del creador, l'esdeveniment s'anomenà "Gilles Lalay Classic" en honor seu. El suec Sven-Erik Jönsson en va guanyar les dues primeres edicions, el 1992 i el 1993, i de seguida la cursa es va imposar al calendari de l'enduro.
A l'edició de 1996, Laurent Charbonnel i Stéphane Peterhansel van lluitar per la victòria fins als últims centenars de metres de la Côte du Corbeau Mort. Charbonnel va creuar la línia amb nou segons d'avantatge sobre Peterhansel, però els dos pilots van ser declarats guanyadors conjunts, un cas únic en la història de la Gilles Lalay Classic.
L'any 2000, la Gilles Lalay Classic va ser cancel·lada a causa de la tempesta de finals de 1999. L'esdeveniment va tornar al calendari l'any 2001 per a la que seria la seva darrera edició. Quinze pilots van acabar aquell any, en què la victòria va ser per a David Castera, qui poc després esdevingué director del Ral·li Dakar, per davant de Cyril Despres. Després d'aquesta novena edició, l'esdeveniment es va deixar d'organitzar definitivament. L'any 2020, dues dècades després de la desaparició de la Gilles Lalay Classic, alguns organitzadors locals van decidir de rellançar un esdeveniment similar sota el nom d'"Extrême Peyratoise".

## Palmarès
| Any  | Guanyador                                                     | Segon                                                         | Tercer                        |
| ---- | ------------------------------------------------------------- | ------------------------------------------------------------- | ----------------------------- |
| 1992 | Sven-Erik Jönsson (Husqvarna)                                 | Alain Olivier (Kawasaki)                                      | Paul Edmondson (Husqvarna)    |
| 1993 | Sven-Erik Jönsson (Husqvarna)                                 | Kent Karlsson (Husaberg)                                      | Laurent Charbonnel (Kawasaki) |
| 1994 | Cyril Esquirol (Husqvarna)                                    | Sven-Erik Jönsson (Husqvarna)                                 | Alain Olivier (Kawasaki)      |
| 1995 | Cyril Esquirol (Honda)                                        | Laurent Charbonnel (Kawasaki)                                 | Stéphane Peterhansel (Yamaha) |
| 1996 | Laurent Charbonnel (Kawasaki) i Stéphane Peterhansel (Yamaha) | Laurent Charbonnel (Kawasaki) i Stéphane Peterhansel (Yamaha) | Giovanni Sala (KTM)           |
| 1997 | Laurent Charbonnel (Kawasaki)                                 | David Castera (Yamaha)                                        | Cyril Esquirol (Honda)        |
| 1998 | Cyril Esquirol (Honda)                                        | Gilles Algay (Yamaha)                                         | Serge Nuques (Yamaha)         |
| 1999 | Cyril Esquirol (Honda)                                        | David Castera (Yamaha)                                        | Laurent Charbonnel (Kawasaki) |
| 2000 | No disputada                                                  | No disputada                                                  | No disputada                  |
| 2001 | David Castera (Yamaha)                                        | Cyril Despres (Honda)                                         | Michel Gau (Honda)            |